# Jablunyzja (Nadwirna)
Jablunyzja (ukrainisch Яблуниця; russisch Яблоница Jabloniza, polnisch Jabłonica) ist ein Dorf in den Waldkarpaten in der westukrainischen Oblast Iwano-Frankiwsk mit etwa 2000 Einwohnern (2004).

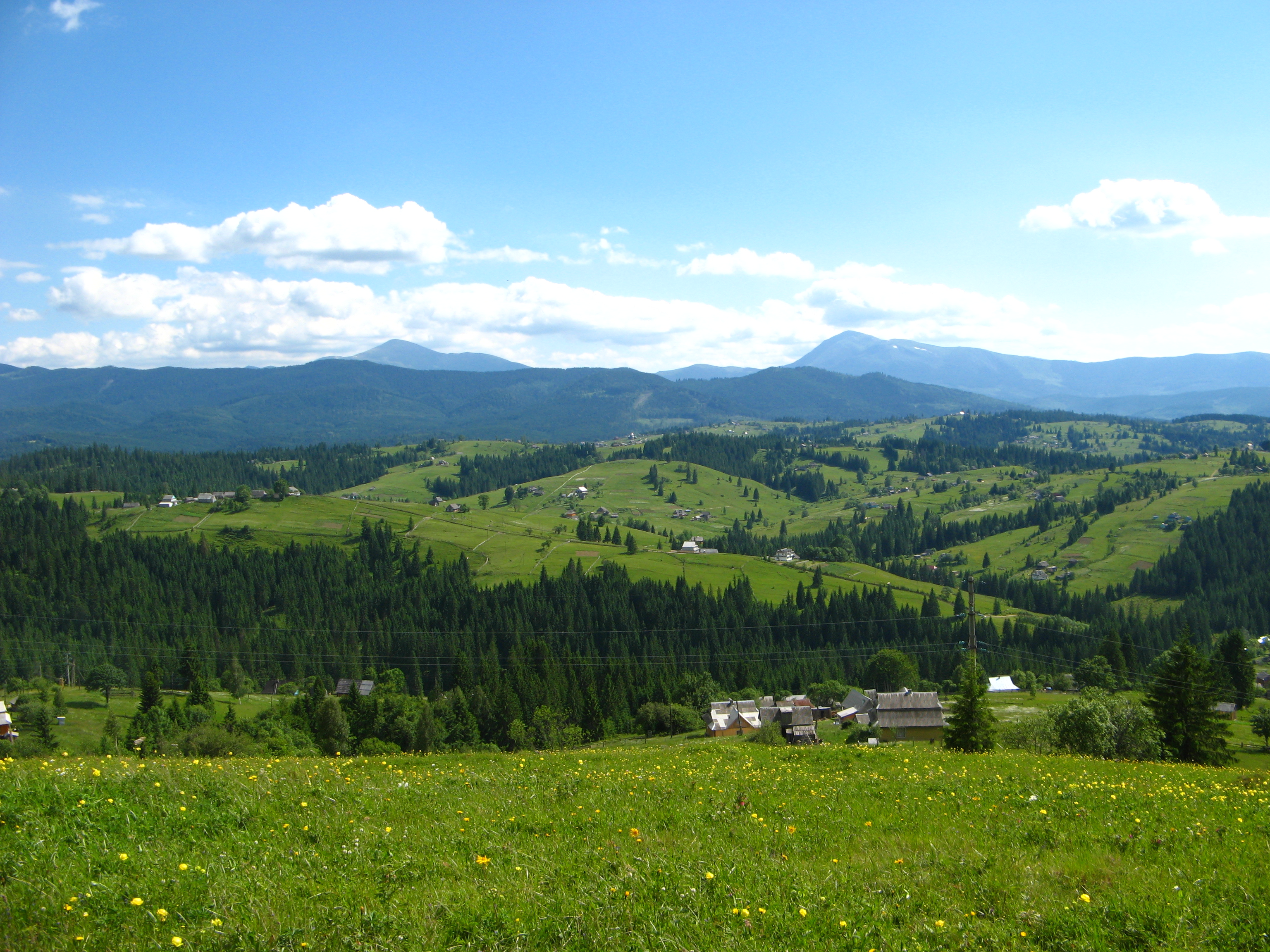
Blick auf Jablunyzja

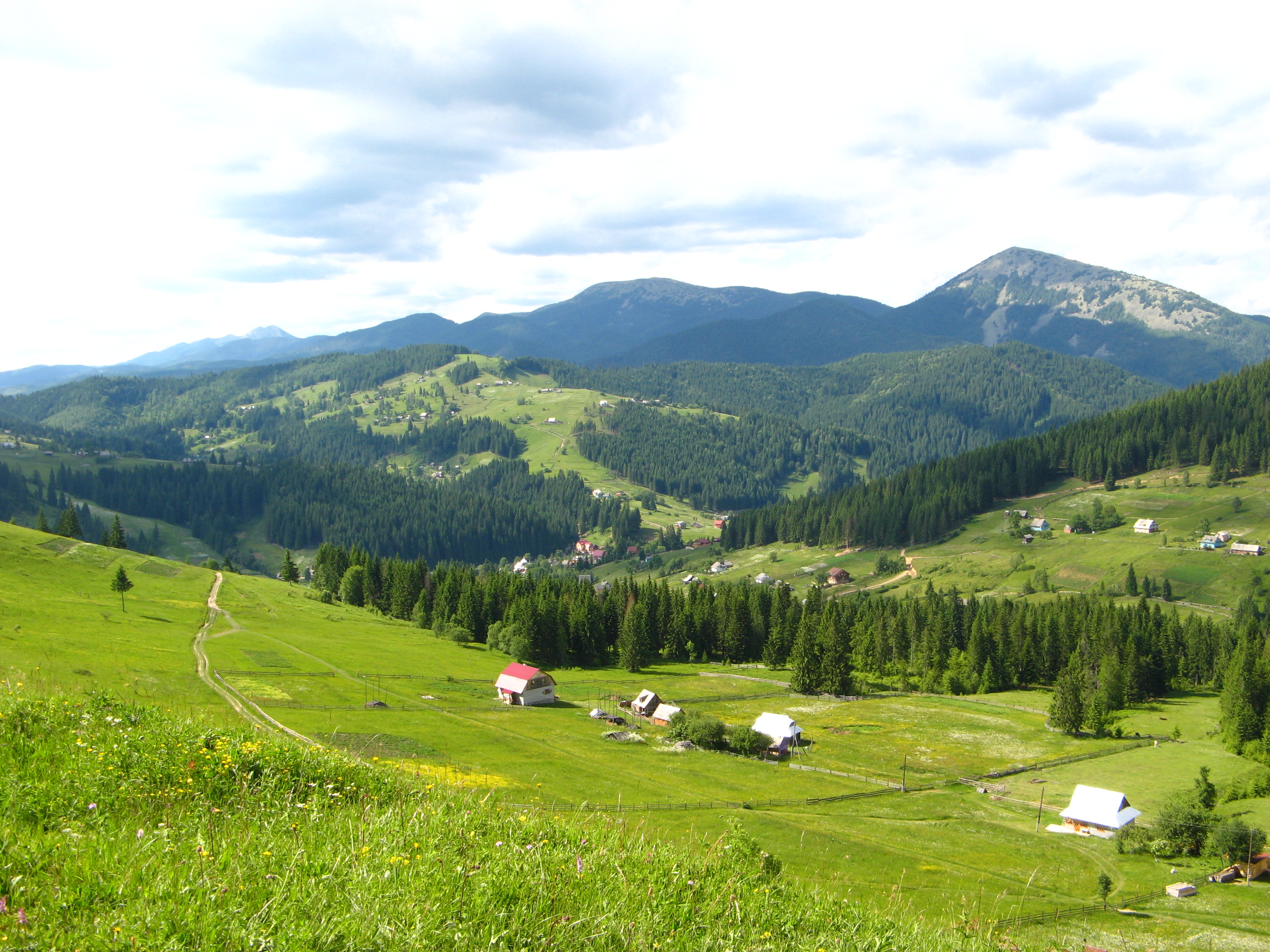
Blick auf den nördlichen Teil des Dorfes

## Geographische Lage
Jablunyzja liegt an der nationalen Fernstraße N 09, die nach Süden über den nahegelegenen Jablunyzja-Pass zur Oblast Transkarpatien und nach Norden zur 36 km entfernten Stadt Jaremtsche und im weiteren Verlauf zur 92 km entfernten Oblasthauptstadt Iwano-Frankiwsk führt. Der nächstgelegene Bahnhof befindet sich im 11 km entfernten Tatariw an der Bahnstrecke Sighetu Marmației–Iwano-Frankiwsk.

## Gemeinde
Am 5. März 2020 wurde das Dorf ein Teil der neu gegründeten Landgemeinde Poljanyzja, bis dahin bildete es zusammen mit dem Dorf Woronenko (Вороненко) die Landratsgemeinde Jablunyzja (Яблуницька сільська рада/Jablunyzka silska rada) als Teil der Stadtratsgemeinde Jaremtsche (nördlich gelegen).
Am 17. Juli 2020 wurde der Ort Teil des Rajons Nadwirna.

## Geschichte
In dem im 17. Jahrhundert gegründeten Dorf gab es vor dem Zweiten Weltkrieg eine Synagoge für die zahlreichen Juden des Dorfes. Während der deutschen Besatzung von Jablunyzja wurden über den Grenzpass nach Ungarn, der durch eine Außenstelle der Sicherheitspolizei in Tatariw besetzt war, viele Transporte ungarischer Juden nach Jablunyzja getätigt, die im Dorf erschossen wurden.